# Janos Tandari
Janos Tandari, född 26 juni 1947 i Ungern, död 18 augusti 2017, var en av Sveriges genom tiderna mest framgångsrika jockeys.

## Biografi
Janos började sin karriär som lärling i Ungern 1962. Totalt tog han drygt 150 segrar under sin tid som jockey i Ungern inklusive sin första klassiska seger i det ungerska Derbyt 1967 med Igloi Diak. Därefter hoppade han av till väst; först till Tyskland där han var fram till slutet av 1969. Janos fick sedan kontakt med den ungerska, men i Sverige stationerade, tränaren Stefan Kajari. I januari 1970 kom Janos till Sverige och han fick ett ettårskontrakt med Kajari.
Janos avslutade karriären år 2001. Då hade han 2316 segrar på sin meritlista. Han instiftade år 2002 priset Den klassiska jockeyn – Tandari Classic, som delas ut till den jockey som har varit mest framgångsrik i de klassiska loppen i Skandinavien under året.